# Erpeler Ley

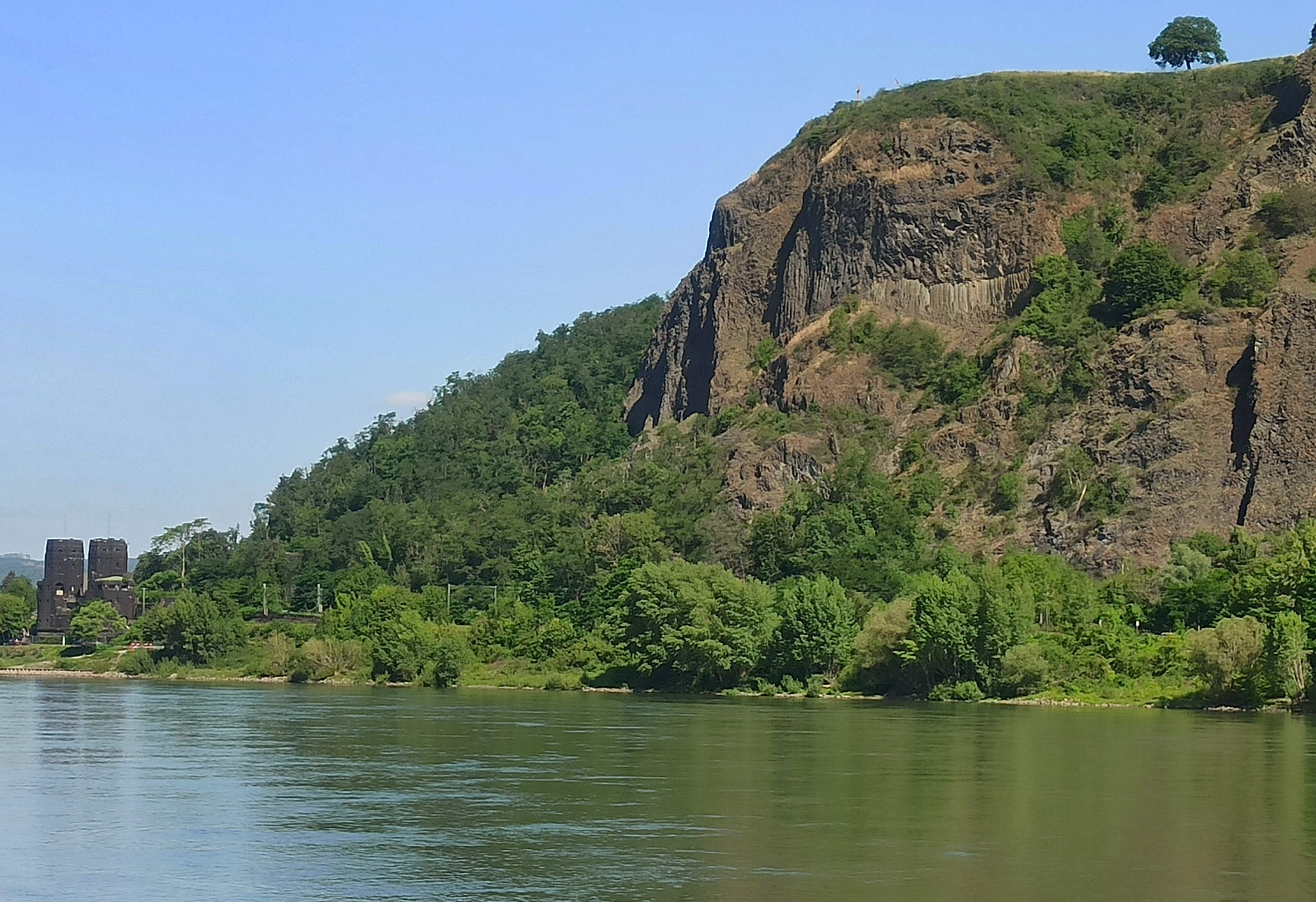
Le rocher de l'Erpeler Ley, vu depuis le Rhin en 2020

L'Erpeler Ley est un rocher basaltique qui surplombe le Rhin, à quelques kilomètres au nord de l’embouchure de l’Ahr. 

## Formation
Il a été formé par les restes d’une ancienne cheminée volcanique. Le haut de la falaise est à une altitude de 191 mètres et à 136 mètres au-dessus du Rhin.

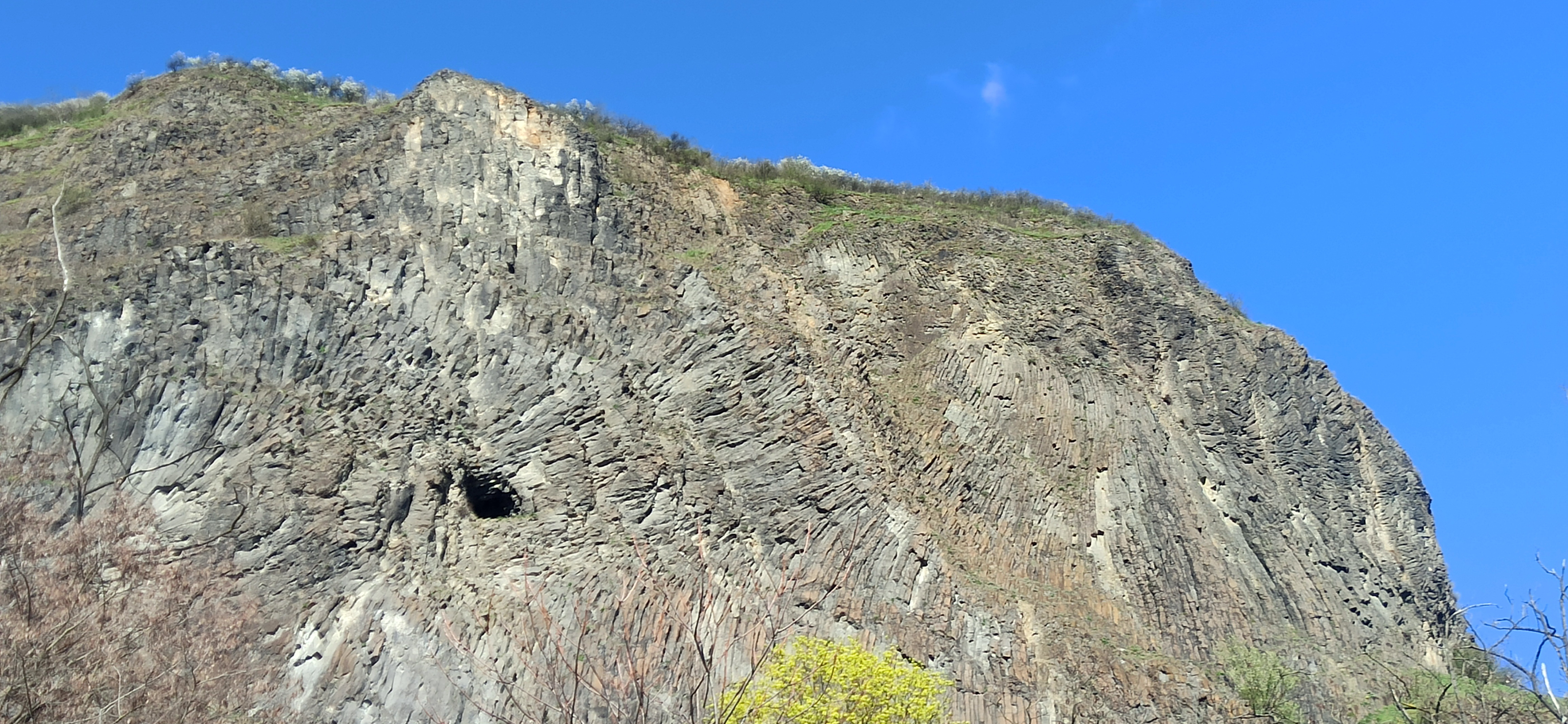
Structures basaltiques sur le rocher de la Erpeler Ley; photo d'Avril 2023

La forme des roches en colonnes est due au refroidissement à l’intérieur des coulées de lave. Sur la Erpeler Ley, ces colonnes sont parfois arrangées en éventail, indiquant que la roche s’est figée de façon irrégulière par des coulées de lave successives.

## Histoire
Déjà au temps de Romains, la roche a été exploitée par des carrières.

## Faune et flore
Depuis 1941 l’ensemble du promontoire est protégé en tant que parc naturel, ceci entre autres à cause de sa flore et faune thermophiles. Parmi les plantes on y trouve Galatella linosyris et Stipa sp. ; parmi les oiseaux le bruant fou et le faucon pèlerin.

## Plateau en haut de la falaise
Sur le plateau du promontoire se trouvent quelques monuments, entre autres, une stèle marquant l’épreuve dans lequel se trouvait le compte de Zeppelin au-dessus de cet endroit avec son dirigeable Z II (LZ 5), le 2 août 1909. Il était en route pour Cologne venant de l’exposition ILA de Francfort. Des intempéries l’ont alors forcé de faire demi-tour au-dessus de l’Erpeler Ley. 
Il y a aussi quelques arrangements sportives, et le restaurant « Bergesruh ». On y bénéficie d’une vue splendide sur la vallée du Rhin avec la ville de Remagen et les restes de son pont, qui a été détruit pendant la deuxième guerre mondiale.